# NGC 980
NGC 980 este o low-surface-brightness galaxy⁠(d) situată în constelația Andromeda. A fost descoperită în 17 octombrie 1786 de către William Herschel. Se află la o distanță de 78,56 de megaparseci de Pământ.